# Nina Mallevaey
Nina Mallevaey (née en 2000) est une cavalière française de saut d'obstacles. 

## Biographie
Originaire de Lille dans la région du Nord de la France, elle est née dans le monde équestre puisque son père y est propriétaire d'une écurie. Elle débute les compétitions à poney à l'âge de 9 ans. Elle passe ensuite à cheval, grâce à son père qui lui achète sa monture Vendredi Un Prince. Elle rejoint en 2018 les écuries Chev'el, ce qui lui permet de monter d'excellent chevaux, notamment  Virtuose Champeix.
Elle travaille ensuite pour les écuries du cavalier canadien Éric Lamaze,, durant les saisons 2021 et 2022.
En 2023, à 23 ans, elle voyage régulièrement entre l'Europe et la Floride avec les cavaliers Laura Kraut et Nick Skelton, passant la saison hivernale en Floride pendant trois mois, et le reste dans leurs écuries aux Pays-Bas.
Olivier Bost la décrit comme « impulsive et précise, et elle met toujours ses chevaux dans le mouvement en avant. Et elle adore gagner ».

## Palmarès

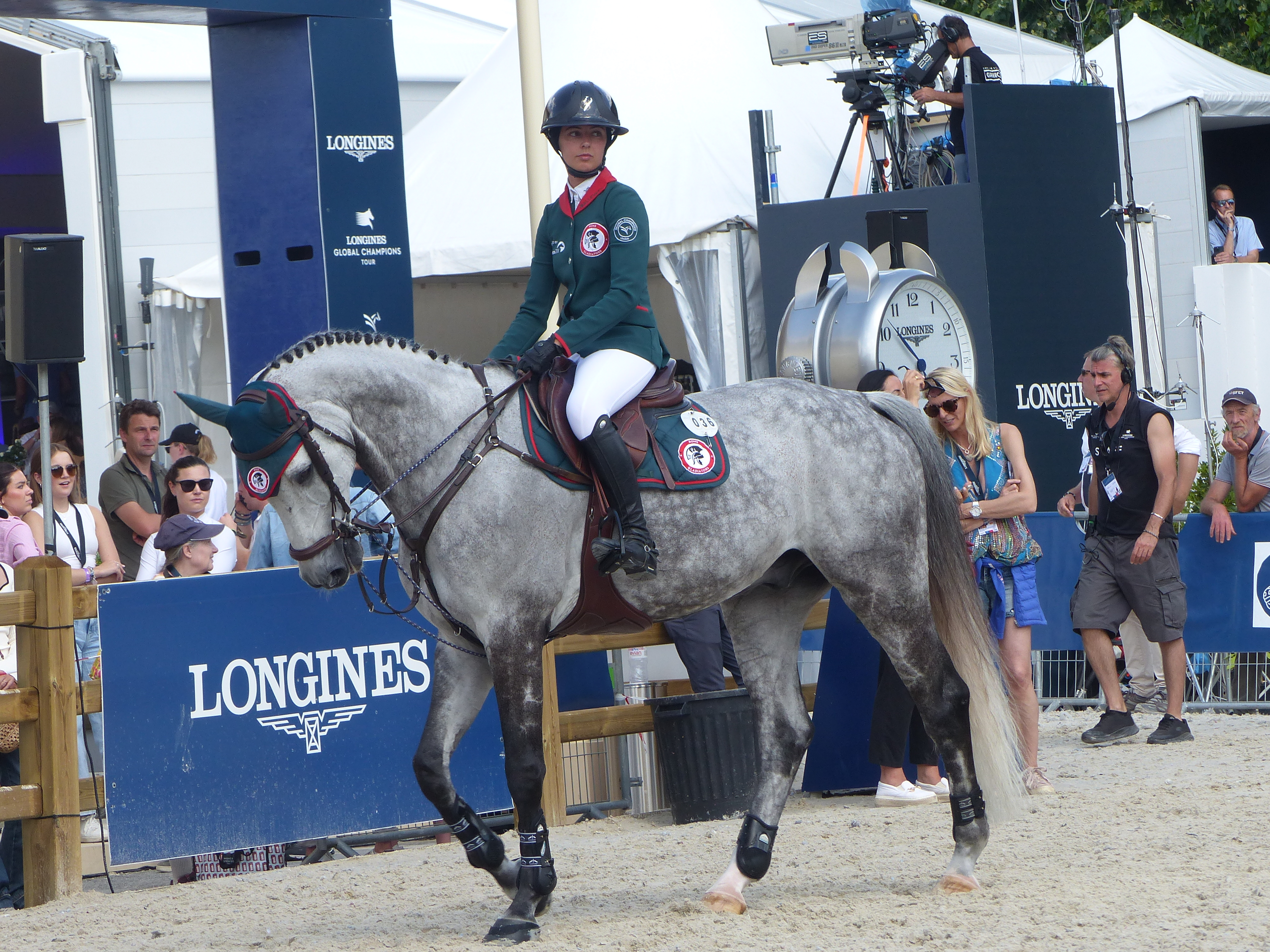
Nina Mallevaey avec son cheval Cartier, pendant la détente du Paris Eiffel Jumping de 2023.

Sacrée meilleure cavalière chez les moins de 25 ans en 2023, elle est considérée en 2024 comme l'une des meilleures jeunes cavalières du circuit Global Champions Tour. Elle a rejoint ce circuit en 2022, sur l'étape de Miami
- 2013 : Championne d’Europe Children[1].
- 2014 : Championne d’Europe Poney par équipe, avec Rexter d’Or ; 7e en individuel[1].
- 2016 : 10e des Championnats d'Europe poney[1].

- janvier 2024 : 3e du Grand Prix du CSI4* de Wellington[5],[3] ;
- avril 2024 : 2e du CSI2* d'Opglabbeek[6].

## Chevaux
Elle a pour montures Cartier SR, Crack d’la Rousserie, et Mademoiselle-A pour les épreuves de vitesse. Les propriétaires de ses chevaux sont Tara Dow-Rein et Marc Rein.